# HD 203639
HD 203639，又名CD-2316889，SAO 190293、HR 8184，是一颗恒星，视星等为6.38，位于銀經26.31，銀緯-43.12，其B1900.0坐标为赤經21h 18m 24.5s，赤緯-23° -43.12′ 31″。